# Raión de Ajtúbinsk
El raión de Ajtúbinsk (ruso: Ахту́бинский райо́н) es un distrito administrativo y municipal (raión) ruso perteneciente a la óblast de Astracán. Se ubica en el norte de la óblast y es fronterizo al este con Kazajistán. Su capital es Ajtúbinsk.
En 2021, el raión tenía una población de 60 973 habitantes. Tres cuartas partes de los habitantes son étnicamente rusos, quienes conviven con una minoría importante de kazajos.
El raión es conocido por albergar en su territorio la reserva natural Bogdinsko-Baskunchakski. En la parte más septentrional del distrito se ubica la ciudad de Známensk, cuyo territorio no pertenece en la práctica al raión al estar organizada como ciudad cerrada bajo jurisdicción federal.

## Subdivisiones
Comprende la ciudad de Ajtúbinsk (la capital), los asentamientos de tipo urbano de Verjni Baskunchak y Nizhni Baskunchak y los asentamientos rurales de Batayevka, Boljuny, Zolotuja, Kapustin Yar, Novo-Nikolayevka, Pirogovka, Pokrovka, Pologoye Zaimishche, Sadóvoye, Sokrutovka, Udachnoye y Uspenka. Estas quince entidades locales suman un total de 44 localidades.